# Dlouhé vlny

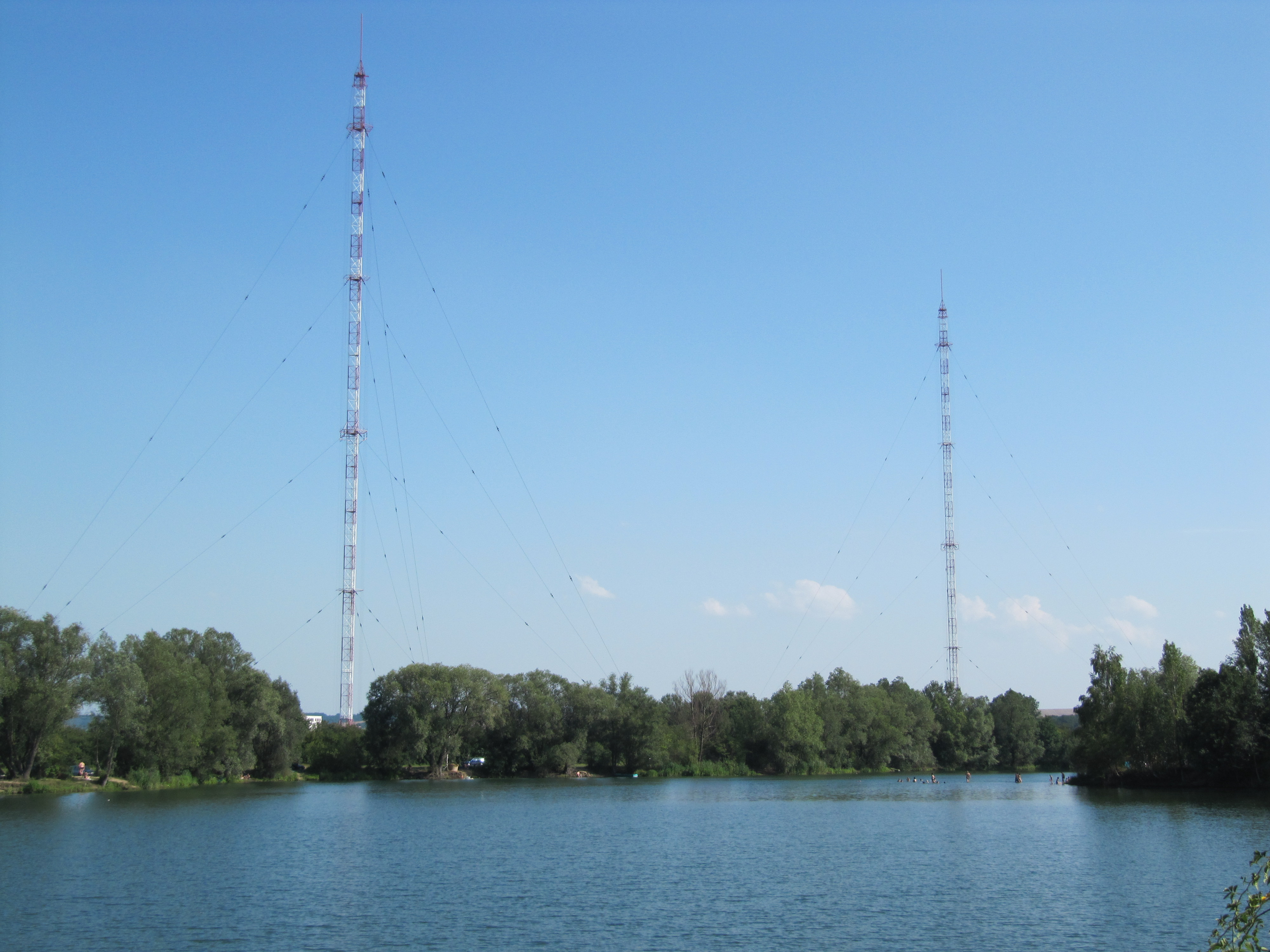
RKS Topolná

Dlouhé vlny (zkratka DV, případně LW či LF z anglického Long wave a Low frequency) je pásmo elektromagnetických vln o frekvenci mezi 30 kHz až 300 kHz, čemuž odpovídá délka vlny 10 km až 1 km. Vyznačuje se spolehlivým šířením pozemní (přímé) vlny na velké vzdálenosti, proto se používá pro rádiovou navigaci, komunikaci a rozhlasové vysílání, která mají pokrýt velká území. Dlouhovlnný vysílač ovšem vyžaduje velký výkon a vysoké vysílací antény (stožáry).

## Historie
První pokusy s bezdrátovým přenosem signálu koncem 19. století využívaly neladěné (např. jiskrové) generátory, přenos se však fakticky odehrával v oblasti pozdějších „dlouhých vln“. Rozkvět dlouhovlnného vysílání spadá hlavně do prvních desetiletí 20. století a od 30. let se běžné rozhlasové vysílání postupně přesouvalo na stále kratší vlnové délky, na americkém kontinentu se rozhlas v pásmu DV nikdy nevysílal. Hlavními důvody byla nákladnost dlouhovlnných vysílačů, pokroky radiotechniky na stále vyšších frekvencích i okolnost, že při šířce pásma AM vysílače 9 kHz se do pásma dlouhých vln dal umístit jen malý počet vysílačů, aniž by se navzájem rušily.

## Současnost
Vzhledem k používané amplitudové modulaci (AM), která nezajišťuje vysokou kvalitu zvuku, k citlivosti na rušení elektrickými výboji (bouřky i průmyslové rušení) a k nákladům na spotřebu energie řada zemí vysílání na dlouhých vlnách opustila. Dnes zde vysílá jen několik národních rozhlasových vysílačů velkých států (Polsko, Rumunsko) nebo států, které potřebují pokrýt přilehlé pobřežní vody nebo řídce osídlená území (Velká Británie, Rusko, Island, Alžír, Maroko).
Stále se však pásmo využívá pro takové účely, kde je na prvním místě spolehlivost a výhody pozemní vlny. To jsou například frekvenční a časové standardy (DCF77), radiomajáky (letecké NDB i námořní), radiodálnopisné (RTTY) předpovědí počasí pro lodě na moři, navigační systém LORAN-C, případně i komunikace s ponorkami.
V Česku do konce roku 2021 vysílal na dlouhých vlnách ČRo Radiožurnál z vysílače Topolná (270 kHz).

Toto vysílání mělo být ukončeno již na přelomu února a března 2014 z důvodů ekonomické a energetické náročnosti, ale Český rozhlas po uzavření smlouvy s Českými Radiokomunikacemi pokračoval ve vysílání na dlouhých vlnách se sníženým výkonem.
Z Polska stále vysílá vysílač Solec Kujawski s výkonem 1200 kW a jde ho bez problémů chytit i v Česku. 